# Mellersta Itjarbergstjärnen
Mellersta Itjarbergstjärnen är en sjö i Falu kommun i Dalarna och ingår i Dalälvens huvudavrinningsområde.